# یواس‌اس ویپورویل (ای‌ام-۳۵)
یواس‌اس ویپورویل (ای‌ام-۳۵) (به انگلیسی: USS Whippoorwill (AM-35)) یک کشتی بود که طول آن ۱۸۷ فوت ۱۰ اینچ (۵۷٫۲۵ متر) بود. این کشتی در سال ۱۹۱۸ ساخته شد.